# Temporada 1933-1934 del Liceu
| Temporada 1933-1934 del Liceu               |                         |                        |                               | |           |                          |
| Òpera                                       | Compositor              | Director musical       | Director d'escena             | Papers principals | Producció | Dates                    |
| La vida breve                               | Manuel de Falla         | Joan Lamote de Grignon | Rafael Moragas                | Hina Spani, Carlo Morelli, Concepció Callao, Adela Gummà, Joaquim Alsina, Montserrat Viladoms, Mercè Roca, Conrad Giralt, Josep Jordà, Vicenç Gallofré, Pau Civil                                                               |           | 23 de novembre           |
| La llegenda de la ciutat invisible de Kítej | Nikolai Rimski-Kórsakov | Michel Steimann        | Nicolas Moysenko              | Helene Sadoven, Sandra Jacoleva, Kapiton Zaporojetz, Constantin Kaidanoff, Teodor Ritch, Vera Fauré, Georges Pozemkowsky, Georges Doubrowsky, Leon Sibirianoff, Lavretzky, Antonowitch, Artomonoff, Gerbergs, Popoff, Nicolaeff |           | 25 de novembre           |
| Aida                                        | Giuseppe Verdi          | Alfredo Padovani       | Joan Villaviciosa             | Clara Jacobo, Aureliano Pertile, Angelina Rossini, Carlo Morelli, Joaquim Alsina, Conrad Giralt, Vicenç Gallofré |           | 30 de novembre           |
| El conte del tsar Saltan                    | Nikolai Rimski-Kórsakov | Michel Steimann        | Nicolas Moysenko              | Sandra Jacoleva, Constantin Kaidanoff, Teodor Ritch, Maria Davydova, Georges Doubrowsky, Azroff Raisse, Lavretzky, Antonowitch, Oksansky, Sandra Lissitchinska, Gerbergs, Popoff, Loukine                                       |           | 5 de desembre            |
| Un ballo in maschera                        | Giuseppe Verdi          | Alfredo Padovani       | Joan Villaviciosa             | Clara Jacobo, Aureliano Pertile, Angelina Rossini, Lyana Grani, Ricardo Stracciari, Joaquim Alsina, Conrad Giralt, Josep Jordà, Emili Bastons, Torras                                                                           |           | 9 de desembre            |
| Borís Godunov                               | Modest Mússorgski       | Anatole Fistoulari     | Nicolas Moysenko              | Helene Sadoven, Fiódor Xaliapin, Teodor Ritch, Constantin Kaidanoff, Maria Davydova, Georges Doubrowsky, Azroff Raisse, Lavretzky, Antonowitch, Oksansky, Kapiton Zaporojetz, Gerbergs, Popoff, Loukine                         |           | 15 de desembre           |
| Madama Butterfly                            | Giacomo Puccini         | Josep Sabater          | Joan Villaviciosa             | Tinay Arelhano, Elena Lucci, Mercè Roca, Pau Civil, Carlo Morelli (desembre), Luigi Ceresol (gener), Vicenç Gallofré, Josep Fernández, Conrad Giralt, Josep Jordà, Gabriel Granollers                                           |           | 21, 26 desembre; 2 gener |
| La fira de Sorótxintsi                      | Modest Mússorgski       | Michel Steimann        | Nicolas Moysenko              | Sandra Lissitchinska, Constantin Kaidanoff, Teodor Ritch, Maria Davydova, Georges Pozemkowsky, Georges Doubrowsky, Kapiton Zaporojetz, Gerbergs, Bologorsky, Nicolaeff, Artomonoff                                              |           | 25 de desembre           |
| Oedipus Rex                                 | Ígor Stravinski         | Michel Steimann        | Francesc Galí                 | Helene Sadoven, Szeliga, Leon Sibirianoff, Georges Doubrowsky, Kapiton Zaporojetz, Gerbergs |           | 25 de desembre           |
| María del Carmen                            | Enric Granados          | Joan Lamote de Grignon | Enric Giménez                 | Carme Bau Bonaplata, Pau Civil, Adela Gummà, Carlo Morelli, Montserrat Viladoms, Joaquim Alsina, Vicenç Gallofré, Josep Jordà, Conrad Giralt, Josep Fernández, Torras, Emili Bastons                                            |           | 28 de desembre           |
| Manon                                       | Jules Massenet          | Josep Sabater          | Joan Villaviciosa             | Marthe Nespoulous, André Burdino, Luigi Ceresol, Mercè Roca, Lucci, Paul Cabanel, Josep Jordà, Bastons, Gallofré, Conrad Giralt                                                                                                 |           | 30 de desembre           |
| Euda d'Uriac                                | Amadeu Vives            | Joan Lamote de Grignon | Enric Giménez                 | Carme Gombau, Hipòlit Lázaro, Concepció Callao, Elena Lucci, Montserrat Viladoms, Ramon Cortinas, Vicenç Gallofré, Josep Jordà, Joaquim Alsina, Torras, Conrad Giralt, Josep Fernández                                          |           | 6 de gener               |
| Tristany i Isolda                           | Richard Wagner          | Hans Knappertsbusch    | Carles Moor                   | Gotthelf Pistor, Ludwig Weber, Ella Némethy, Georg Hann, Eduard Habich, Magda Strack, Vicenç Gallofré, Conrad Giralt |           | 11 de gener              |
| Rigoletto                                   | Giuseppe Verdi          | Antoni Capdevila       | Joan Villaviciosa             | Alessandro Granda (13) / Hipòlit Lázaro (18, 21), Gaetano Viviani, Toti Dal Monte (13) / Maria Espinalt (18, 21), Joaquim Alsina, Elena Lucci, Gummà, Mercè Roca, Josep Jordà, Emili Bastons, Vicenç Gallofré, Josep Fernández  |           | 13, 18 i 21 de gener     |
| La Bohème                                   | Giacomo Puccini         | Josep Sabater          | Joan Villaviciosa             | Olga Brancucci, Amelia Armolli, Franco Tafuro, Giulio Fregosi, Joaquim Alsina, Josep Fernández, Vicenç Gallofré, Conrad Giralt, Emili Bastons                                                                                   |           | 23 de gener              |
| Tannhäuser                                  | Richard Wagner          | Hans Knappertsbusch    | Carles Moor                   | Margarete Teschemacher, Gotthelf Pistor, Ella Némethy, Ludwig Weber, Georg Hann, Eduard Habich, Vicenç Gallofré, Conrad Giralt, Petera, Mercè Roca                                                                              |           | 24 de gener              |
| Parsifal                                    | Richard Wagner          | Hans Knappertsbusch    | Carles Moor                   | Ella Némethy, René Maison, Ludwig Weber, Georg Hann, Eduard Habich, Vicenç Gallofré, Conrad Giralt, Moré, Mercè Roca, Montserrat Viladoms, Boldú, Elena Lucci, Gummà, Torres, Emili Bastons                                     |           | 4 de febrer              |
| Amaya                                       | Jesús Guridi            | Joan Lamote de Grignon | Toribi Alzaga i Bernat Zaldúa | Matilde Zabalbeascoa, Cristóbal Altube, Josefina Zabalbalescoa, Gabriel Olaizola, Pepita Embil, Antonio Kortajanera, Villa, Elosegui, Iturriaga                                                                                 |           | 12 d'abril               |